# Antaxius bouvieri
Antaxius bouvieri är en insektsart som beskrevs av Lucien Chopard 1923. Antaxius bouvieri ingår i släktet Antaxius och familjen vårtbitare. Inga underarter finns listade i Catalogue of Life.